# Johan af Brandenburg-Küstrin
Johan af Brandenburg-Küstrin (tysk: Johann von Brandenburg-Küstrin eller Hans von Küstrin), også kaldt Johan den vise (født 3. august 1513, død 13. januar 1571) var medlem af huset Hohenzollern og markgreve af Brandenburg-Küstrin fra 1535 til sin død.

## Biografi
Johan var yngste søn af kurfyrsten Joakim I af Brandenburg og Elisabeth af Danmark. Faderen havde ved sin død den 11. juli 1535 testamenteret, at kurfyrstendømmet Brandenburg skulle deles mellem den ældre søn Joakim II og den yngre søn Johan. Joakim fik kurfyrstetitlen og den større vestlige del med Berlin-Cölln som hovedstad, mens Johan fik Neumark med Dramburg (Drawsko Pomorskie), Schivelbein (Świdwin), Sternberg (Torzym), Crossen an der Oder (Krosno Odrzańskie), Züllichau (Sulechów) og Sommerfeld (Lubsko) samt Cottbus og Peitz. Samlet dannede de markgrevskabet Brandenburg-Küstrin, med Küstrin (Kostrzyn nad Odrą) som residensstad; 1548 flyttedes Neumarks administration til Küstrin fra Soldin.
Johan var til forskel fra sin broder religiøst orienteret og økonomisk sindet. Han indførte reformationen i sit markgrevskab ved tiltrædelsen. 1538 gik han med i det Schmalkaldiske forbund men blev på grund af sin slægts politiske bånd i Den schmalkaldiske krig alligevel tvunget til at gå med på kejseren Karl Vs side. Fra kejseren fik han en forsikring om religionsfrihed i Neumark.
På rigsdagen i Augsburg 1548, da Augsburgske interim besluttedes, kom han i unåde hos kejseren da han nægtede at deltage i Corpus Christi-processionen. Han undlod også at kundgøre interimsbeslutningen i Brandenburg-Küstrin. Senere fik han i 1551 tilbud om at gå med i den gruppe omkring Moritz af Sachsen som åbent modarbejdede Augsburgske interim, men afslog på grund af en personlig konflikt med Moritz. Han afslog også en alliance med hertugen Albrekt af Preussen.
Johan døde den 13. januar 1577, blot ti dage efter sin broder Joakim. Han efterlod en fyldt statskasse på en halv million gulden, mens broderen havde gæld på på 2,5 millioner gulden. Da Johan inte havde nogen sønner, gik Brandenburg-Küstrin i arv til Joakims søn, den nyblivne kurfyrste Johan Georg, som også var svigerfader til Johans datter Katarina. I og med dette kom Brandenburg-Küstrin at atter indgå i kurfyrstendømmet Brandenburg.

## Gravsted i Küstrin
Johan blev begravet i krypten under det Hohenzollernske gravkor i Mariakirken i Küstrin. 1758 ødelagdes kirken ved et artilleribombardement, og efter genopbygningen faldt krypten i glemsel. Den blev genopdaget i 1880 og renoveredes. Da kirken sammen med den gamle by i Küstrin ødelagdes til grunden 1945, under den Røde hærs erobring af byen, lodes graven til sin skæbne og udsattes troligen for gravplyndring. Ved en udgravning i 1999 fandt man låget til markgrevinde Katarinas sarkofag, men Johans sarkofag er i dag forsvundet.

## Familie
Johans forældre var kurfyrsten Joakim I af Brandenburg (1484-1535), af huset Hohenzollern, og prinsesse Elisabeth af Danmark (1485-1555), af huset Oldenburg.
Han giftede sig i 1537 med Katarina af Braunschweig-Wolfenbüttel (1518–1574), datter af hertugen Heinrich 2. af Braunschweig-Wolfenbüttel. Parret fik to døtre:
1. Elisabeth af Brandenburg-Küstrin (1540–1578), gift 1558 med markgreven Georg Fredrik af Brandenburg-Ansbach-Kulmbach.
2. Katharina af Brandenburg-Küstrin (1549–1602), gift 1570 med kurfyrsten Joachim Frederik af Brandenburg.